# Marten van Hal
Marten van Hal (Meiderich, 31 mei 1903 – Heerlen, 9 augustus 1971) was een Nederlands profwielrenner in de jaren 1922-1932. Hij nam deel aan wedstrijden op de weg, baan en grasbaan, sprint en lange afstand, eerst vaak in Duitsland, maar later vooral in Nederland, en soms in België. Hoewel hij internationaal niet op hetzelfde niveau opereerde als zijn tijdsgenoot, de veelvoudig wereldkampioen sprint Piet Moeskops, heeft van Hal deze laatste zeker eenmaal in een direct sprintduel verslagen, hoewel Moeskops bij een vervolgwedstrijd twee dagen later revanche nam. Hij heeft echter vooral vaak tegen Joep Franssen gereden; soms ook met Franssen, als koppel. Van Hal was enkele malen kampioen van Limburg, en in 1929 tweede op het Nederlands kampioenschap wielrennen op de weg voor professionals.

## Biografie
Marten van Hal is geboren uit Nederlandse ouders in Duitsland (zijn vader kwam oorspronkelijk uit Dodewaard, zijn moeder uit Huissen), groeide later op in Arnhem en was vanaf 1915 in zuid Limburg (eerst in Schaesberg, daarna in Heerlen). Hij was na zijn wielrencarrière rijwielhandelaar/hersteller te Heerlen. Hij is getrouwd te Heerlen in 1931 met Barteldina Kruger; zij hadden twee kinderen.

## Prestaties

### Nationale wedstrijden
- Nederlands kampioenschap wielrennen op de weg voor professionals: tweede, 1929,[4] vierde, 1928.[5] Heeft ook deelgenomen aan het kampioenschap in 1923 maar kon na drie valpartijen niet verder.[6]
- Nederlandse kampioenschappen baanwielrennen: Olympisch Stadion, Amsterdam: wedstrijd met voorgift over 800m: derde, 1926.[7]

### Regionale wedstrijden
- Kampioenschap van Limburg wielrennen op de weg voor profs: tweede, 1924,[8] vierde, 1927.[9]
- Kampioenschap van Limburg wielrennen op de baan voor profs: eerste, 1926,[10] 1928.[11]
- Kampioenschap van Limburg wielrennen voor profs op de grasbaan: eerste, 1931.[12]

### Lokale wedstrijden
- Wielerwedstrijden te Tegelen in 1928: eerste in de grasbaanwedstrijd en in de sprintwedstrijd.[13]
- Grasbaan Amstenrade, 150 ronden in 3 klassementen voor profs: eerste, 1926.[14]
- Koppelwedstrijd voor profs, Nijmeegse baan Groenewoud, eerste (koppel met Klaas van Nek), 1926.[15]
- Grasbaan Voerendaal voor profs, "Veel Geluk": eerste, 1925.[16]
- Zesdaagse op hometrainers, café "Limburgia" te Heerlen, 6 × 1 km voor profs: eerste en 6 × 30 km voor profs: tweede, 1925.[17]
- Clubkampioenschap van wielerclub "Veel Geluk" te Heerlen voor profs, lange afstand: eerste, 1924[18] en 1925,[19] sprint: eerste, 1925.[19]
- Openings-vaardigheidsrit "Veel Geluk": eerste, 1923.[20]

### Deelname aan internationale wedstrijden
- Zesdaagse van Gent, voor koppels, 1927: enig Nederlands deelnemend koppel was van Hal - Snackers. Uiteindelijk gaf van Hal op, nadat hij bij een valpartij een peesblessure had opgelopen.[21] Toch moet dit een leerzame ervaring zijn geweest, qua strategie voor het rijden van een Zesdaagse, getuigen de krantenberichten: "Dikwerf tijgden ze zelf aanstonds ter achtervolging, inplaats van zulks over te laten aan hen, die het meeste belang er bij hadden. Ze waren te eerlijk, te weinig ervaren in het zesdagenspel!" analyzeerde het Limburgsch Dagblad, die ook vermeldde dat dit de eerste zesdaagsche van deze renners betrof.[22]
- Zesdaagse van St Etienne, voor koppels, 1929: enig Nederlands deelnemend koppel was van Hal - Bakker, maar dit gaf uiteindelijk op.[23]